# Neoanagraphis
Genre
Neoanagraphis est un genre d'araignées aranéomorphes de la famille des Liocranidae.

## Distribution
Les espèces de ce genre se rencontrent aux États-Unis et au Mexique.

## Liste des espèces
Selon World Spider Catalog (version 17.5, 02/10/2016) :
- Neoanagraphis chamberlini Gertsch & Mulaik, 1936
- Neoanagraphis pearcei Gertsch, 1941

## Publication originale
- Gertsch & Mulaik, 1936 : Diagnoses of new southern Spiders. American Museum novitates, no 851, p. 1-21 (texte intégral).